# 新元（甲）遗址
新元（甲）遗址，位于中国青海省互助县双树乡新元村，为青海省市县级文物保护单位，公布日期为1983年10月13日，类型为古遗址。
新元（甲）遗址的历史年代为卡约文化。